# Большая Каменка (Лысогорский район)
Большая Каменка — село в Лысогорском районе Саратовской области. Входит в состав Раздольновского муниципального образования.

## География
Находится на левом берегу реки Карамыш расстоянии примерно 34 километров по прямой на юго-восток от районного центра поселка Лысые Горы.

## История
Официальная дата основания 1880 год. По другим данным, известно с 1770 года. В 1778 году в деревне насчитывалось 40 дворов, в канун отмены крепостного права 110 дворов и 611 жителей, в 1910 168 дворов и 1017 человек. В советский период существовали три колхоза: им. Ворошилова, «Чайка» и «Советская деревня».

## Население
Постоянное население составило 263 человека (86 % русских) в 2002 году, 243 в 2010.